# Inspektorat Toruń Armii Krajowej
Inspektorat Toruń Armii Krajowej – terenowa struktura Podokręgu Południowo-Wschodniego z  Okręgu Pomorze Armii Krajowej.

## Skład organizacyjny
Struktura organizacyjna podana za Atlas polskiego podziemia niepodległościowego:
- Obwód Toruń Powiat
- Obwód Toruń Miasto
- Obwód Inowrocław